# Dick Olsson
Dick Bengt-Olof Olsson, född 19 mars 1987 i Bergsjöns församling, Göteborg, är en svensk kartingförare som vann Svenska Mästerskapen och slutade 4:a i Nordeuropeiska Zonen 2006, tävlande i Formula Yamaha.

## Karriär
Dick började sin racingkarriär med att tävla i Motocross för Tibro MK coachad av sin far Anders Olsson som var en framgångsrik motocrossförare på 1970- och 1980-talen.
Dick växlade till karting sent sommaren 2002 after att ha sett en kartingtävling tidigare samma sommar. Bara 4 år senare, år 2006, vann han Svenska Mästerskapen i Formula Yamaha efter en väldigt tuff säsong med många olika förare på podiet. Samma säsong slutade han också 4:a i Nordeuropeiska Zonen (NEZ) i Rudskogen, Norge, tävlande i samma klass.
Mellan säsongerna 2006 och 2007 testade Dick Formula Renault för ett danskt team, men bestämde sig för att fortsätta tävla i karting p.g.a. finansiella orsaker.
Under säsongen 2007 tävlade Dick i KF2 i det Danska Mästerskapet och år 2008 bytte han till att tävla i Rotax Max för Wallberg Motorsport i Sverige. Det året slutade han 5:a i Svenska Mästerskapen, tävlande i samma klass.